# Rivière Archambault
Rivière Archambault är ett vattendrag i Kanada.   Det ligger i provinsen Québec, i den sydöstra delen av landet, 130 km nordost om huvudstaden Ottawa. Rivière Archambault ligger vid sjön Lac Harel.
I omgivningarna runt Rivière Archambault växer i huvudsak blandskog. Runt Rivière Archambault är det glesbefolkat, med 12 invånare per kvadratkilometer.